# イワエトゥンナイ
イワエトゥンナイ(iwaetunnay)は、北海道アイヌ民族に伝わる妖怪。別称として、モシレチクチクイワエチクチク(mosirecikcik iwaecikcik)がある。
日本語の文献では「イワエツゥンナイ」という表記も見られる。
山の中に棲んでいる一つ目の化け物で、空を飛ぶことができる。
進路が障害物で阻まれている際には、樹木であろうが硬い岩であろうが、どんなものでも突き抜けて飛ぶという。障害物に穴を開けて通り抜けるという説もある。